# 21903 Воллес
21903 Воллес (21903 Wallace) — астероїд головного поясу, відкритий 10 листопада 1999 року.
Тіссеранів параметр щодо Юпітера — 3,213.